# Appoigny
Appoigny è un comune francese di 3 209 abitanti situato nel dipartimento della Yonne nella regione della Borgogna-Franca Contea.

## Storia

### Simboli
Lo stemma è stato adottato il 27 agosto 2009.

## Società

### Evoluzione demografica
Abitanti censiti